# Station Les Planes
Les Planes is een treinstation in de plaats Les Planes in de heuvels van de Serra de Collserola bij Barcelona. Les Planes ligt deels in het district Sarrià-Sant Gervasi van Barcelona en deels in de gemeente Sant Cugat del Vallès. 
Het station ligt aan de lijnen S1: Barcelona-Terrassa en S2: Barcelona-Sabadell van de Metro del Vallès. Deze spoorlijnen zijn onderdeel van de Metro van Barcelona en worden geëxploiteerd door de Ferrocarrils de la Generalitat de Catalunya (FCG). Les Planes is de laatste halte op beide lijnen die nog binnen de tariefzone 1 van Barcelona valt.
Het station heeft drie sporen, waarvan het spoor aan de zijde van het stationsgebouw een kopspoor is. De twee doorgaande sporen maken gebruik van een eilandperron, dat via een voetgangersbrug over het spoor met een lift en een trap bereikbaar is. Dit is ook het perron dat standaard wordt gebruikt. Het westelijke perron bij het stationsgebouw en het oostelijke perron worden normaal gesproken niet gebruikt. 
Het opende op 28 november 1916 en was destijds het eindpunt van spoorlijn van het station Peu de Funicular naar de Vallès. 

## Stationsgebouw
Het stationsgebouw is het enige voorbeeld van een station ontworpen in Catalaans modernistische stijl. Hoewel het stationsgebouw niet aan een actief gebruikt perron ligt, is hier nog wel de wachtkamer gesitueerd, waar ook kaartautomaten staan. Een opvallende brede halfronde deur geeft vanuit de wachtkamer toegang tot het perron, waar een brede luifel het perron overdekt. Op de bovenverdieping van het station is tegenwoordig een kantoor ingericht. Aan de zuidelijke zijde van het stationsgebouw staat een toren met een ingesnoerde torenspits. Naast de toren is op de eerste verdieping een brede erker gebouwd.
Het naambord bovenaan de gevel aan de spoorzijde vermeldt de naam Las Planas, wat de oorspronkelijke Spaanse naam van dit station is. Les Planes is de Catalaanse naam, die ook formeel wordt gebruikt. 
Bij het station staat aan de westelijke zijde van het spoor een elektriciteitscentrale en aan de oostelijke een dienstgebouw.   

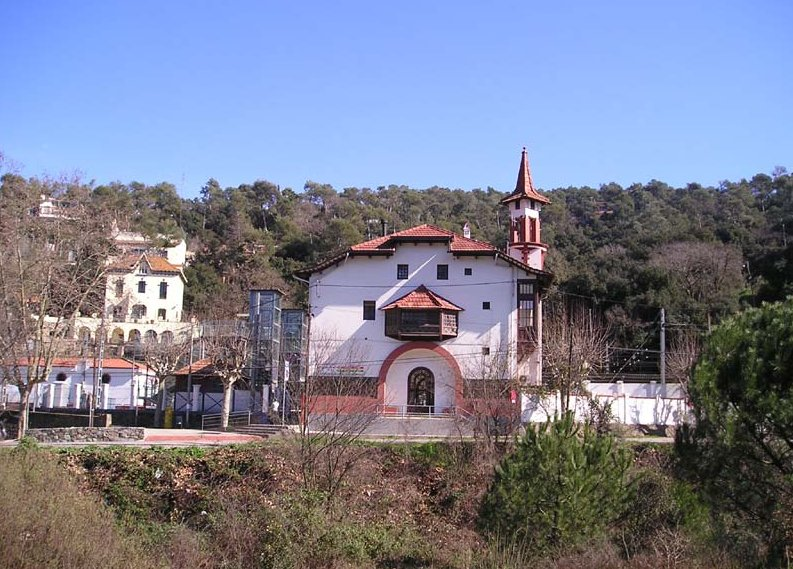
Voorzijde station

De voetgangersbrug naar het eilandperron werd in 1997 gebouwd en is aan de westelijke zijde toegankelijk met een lift of trap vanaf het perron bij het stationsgebouw en loopt aan de oostelijke zijde door tot de naastgelegen heuvel waar de Plaça Major del Rectoret ligt. Hier staat een bushalte voor de lijn L5.